# 源興扶
源 興扶（みなもと の おきすけ）は、平安時代前期の皇族・貴族。仁明天皇の第四皇子、弾正尹・人康親王の子。官位は従四位下・侍従。初め興扶王を名乗る。

## 経歴
元慶6年（882年）正月に二世王の蔭位により従四位下に叙せられ、同年7月には先の元慶4年（880年）に臣籍降下していた長兄・興基に続いて、兄・興範王と共に源朝臣姓を与えられて臣籍降下する。その後侍従に任ぜられるが、陽成朝末の元慶8年（884年）正月19日卒去。最終官位は従四位下行侍従。

## 官歴
『日本三代実録』による。
- 元慶6年（882年） 正月7日：従四位下（直叙）。7月1日：臣籍降下（源朝臣）
- 時期不詳：侍従
- 元慶8年（884年） 正月19日：卒去（従四位下行侍従）